# Gavara camptogramma
Gavara camptogramma är en fjärilsart som beskrevs av George Francis Hampson 1910. Gavara camptogramma ingår i släktet Gavara och familjen snigelspinnare. Inga underarter finns listade i Catalogue of Life.